# Ветвящийся процесс
Ветвя́щийся проце́сс — случайный процесс, описывающий широкий круг явлений, связанных с размножением и превращением каких-либо объектов.

## История
Термин «ветвящиеся процессы» был предложен А. Н. Колмогоровым в начале 1947 года и в силу своей удачности пришёл в другие языки в виде кальки: англ. branching processes, нем. Verzweigungsprozesse, швед. förgreningsprocesser. По воспоминаниям Б. А. Севастьянова, после появления в США в том же году аналогичных исследований, связанных с разработкой атомного оружия, работы по теории ветвящихся процессов были засекречены на пять лет до хрущёвской оттепели в связи с опасениями, что теория может служить общей моделью неких ядерных цепных реакций, пока академик Я. Б. Зельдович не дал заключение, что работы могут быть опубликованы.

## Модели
Первыми рассмотренными моделями был ветвящийся процесс Гальтона — Ватсона и марковский ветвящийся процесс. Обобщениями этих двух моделей являются:
- Процесс Беллмана — Харриса
- Процесс Севастьянова
- Процесс Крампа — Мода — Ягерса

## Марковский ветвящийся процесс
Рассмотрим физическую систему, состоящую из конечного числа частиц одного или нескольких типов, в которой каждая частица может, независимо от других, превратиться в одну или несколько других частиц или исчезнуть. Состояние системы (популяция) в момент времени {\displaystyle t} — вектор количеств частиц каждого типа, выраженных целыми числами. Эволюцию такой системы можно считать стохастической и марковской, а соответствующий процесс — марковским ветвящимся процессом.
Марковскими ветвящимися процессами можно описывать различные явления природы: развитие биологических популяций, прохождение элементарных частиц через вещество, распространение эпидемий и т. п.